# Eberhard von Brandis (Generalmajor)
Eberhard Freiherr von Brandis (* 3. Februar 1795 in Hildesheim; † 13. Juni 1884 auf Schloss Ricklingen) war Offizier und Kriegsminister des Königreich Hannover.

## Leben

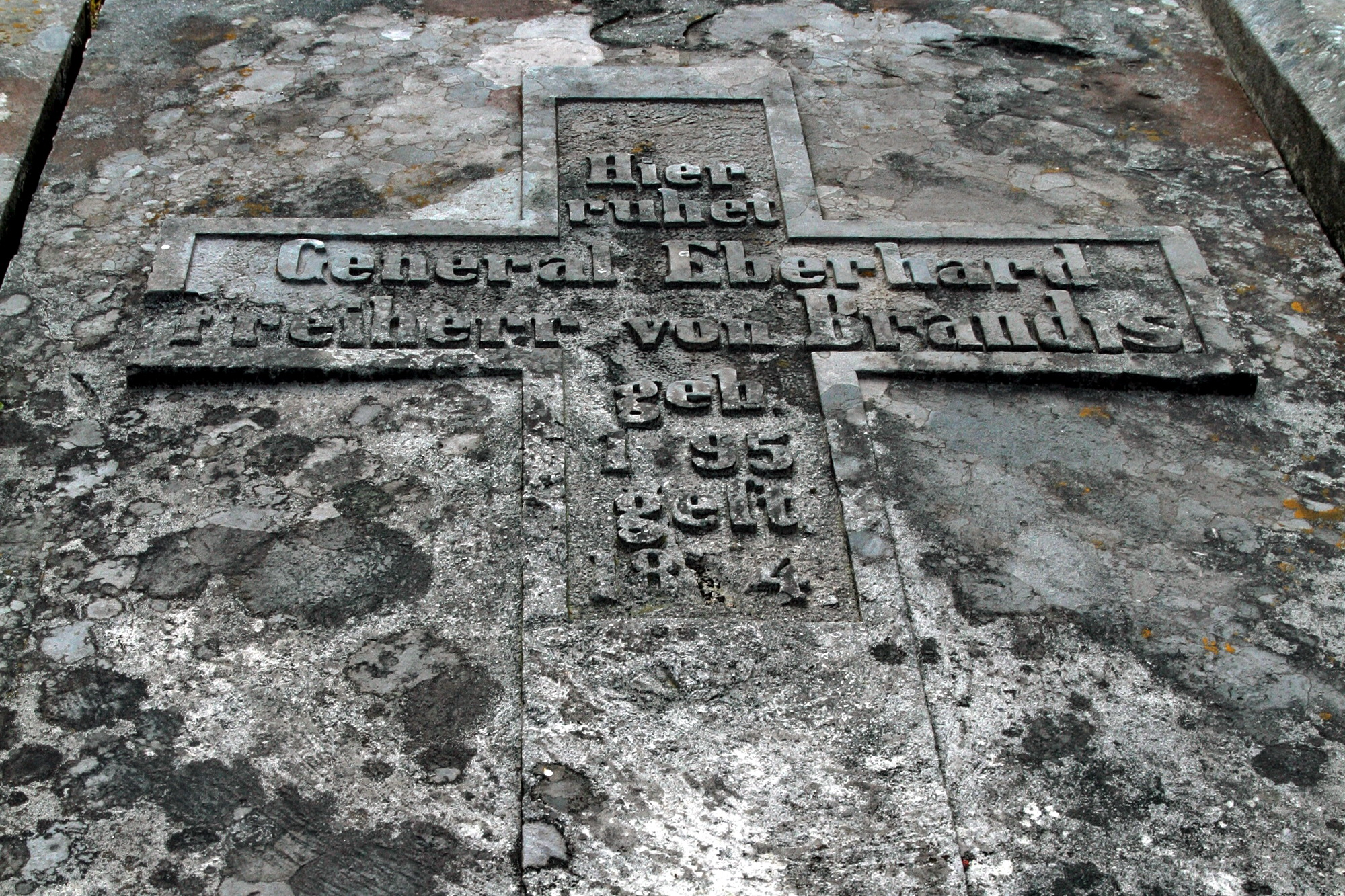
Grabstein von Brandis

Brandis stammte aus der briefadeligen Familie von Brandis. Er war ein Sohn des Offiziers, Hauptmann d. kgl. großbrit.- deut. Legion, Ferdinand von Brandis (* 1764 in Stade; † 1809 in Portugal) und der Luise Floto (* 1774 in Dohnsen; † 1854 in Hannover). Eberhard von Brandis ging mit seinem Vater nach der Auflösung der Kurhannoverschen Armee 1803 nach England, wo sein Vater als Captain in das 5. Linien-Bataillon der neugegründeten King’s German Legion in britische Dienste eintrat. Eberhard besuchte in England zunächst das Winchester College, bevor er 1806 selbst als Kadett im Bataillon seines Vaters in die King’s German Legion eintrat. Mit der Truppe nahm er in den folgenden Jahren an mehreren Kriegseinsätzen teil, so am Angriff auf Kopenhagen 1807, an der Schlacht von Talavera 1809, der Belagerung von Ciudad Rodrigo 1810 und der Schlacht von Salamanca 1812. Sein Vater starb indessen 1809 in Portugal an einer Krankheit. 1816 kehrte er im Rang eines Captain nach Deutschland zurück und wurde wie die meisten Soldaten der Legion in die Armee Hannovers übernommen. Dort wurde Brandis zunächst nur langsam befördert, erst 1838 ernannte König Ernst August I. ihn zum Major. 1848 unterdrückte er als Oberstleutnant mit seiner Truppe in Hildesheim die bürgerlichen Proteste und Unruhen während der Revolution von 1848/49.
1851 wurde er zum Generalmajor befördert und vom neuen König Georg V. zum Kriegsminister im Kabinett Schele ernannt. Brandis selbst hielt sich für den Posten, der eine reine zivile Verwaltungsposition war, als Militär wenig geeignet. Dazu kam, so die Allgemeine Deutsche Biographie 1903, dass Brandis „eine leichtlebige, für die Annehmlichkeiten und die Vortheile, welche der Inhaber des Postens für ihn selbst wie für seine Angehörigen daraus ziehen konnte, nicht unempfindliche Natur war.“ 1854 wurde er als Großkreuzritter des Guelphen-Orden geadelt. Am 10. Juni 1856 wurde er in den erblichen Freiherrenstand erhoben. Er war Mitglied des Hannoverschen Staatsrates.
Nach der Niederlage Hannovers im Deutschen Krieg gegen Preußen 1866 ging Brandis mit Georg V. ins österreichische Exil, kehrte aber schon im selben Jahr zurück und lebte bis zu seinem Tod auf Schloss Ricklingen.

## Familie
Brandis heiratete am 4. Juli 1817 Luise Frederike Amalie von Lenthe (* 30. Juli 1796; † 1. Oktober 1882). Das Paar hatte mehrere Kinder:
- Karl Heinrich Wilhelm (* 12. August 1820) ⚭ Ottilie Frederike Trenn;
- Meta (* 17. September 1821), Stiftsdame;
- Friedrich Adolf (* 19. Juli 1828), Major ⚭ 1863 Klara von Amsberg;
- Charlotte (* 1. Februar 1831) ⚭ 1856 Hermann von Anderten († 13. April 1879), Oberst;
- Klaus Franz Georg (* 19. September 1836; † 25. August 1892), Rittmeister ⚭ Theodora Marianne Viktoria Auguste Bertha von Brandis (* 7. Mai 1862).